# Philippe Fontenilliat
Pour les autres membres de la famille, voir Famille Fontenilliat.
Philippe Fontenilliat, seigneur de Villarceaux, né le 23 août 1760 à Paris, mort au château du Vast le 20 décembre 1827, est un négociant et manufacturier français.

## Biographie
D'une famille de la haute bourgeoisie parisienne, Philippe François Fontenilliat est le fils de Philippe René Fontenilliat (1721-1778), seigneur de Villarceaux, Villevent et autres lieux, officier du duc d'Orléans, et de Madeleine Bégé. Sa sœur épousa Guillaume Gibert (1749-1820), régent de la Banque de France.
Receveur des gabelles à Rouen, négociant et bourgeois de Rouen, il a le privilège de battre monnaie.
Vers 1795, il acquiert le domaine du Vast pour y établir une filature hydraulique de coton, qui devient l'une des plus importantes de la région et comptera plus de six cents ouvriers en 1810. Il assure la direction de la filature jusqu'en 1825, année où il transmet la direction à ses deux fils, Édouard et Henry. Sa manufacture connaît la visite du duc d'Angoulême le 25 octobre 1817 et il obtient la médaille d'argent à l'Exposition de 1819.
Sa fortune est estimée à 1,5 million de francs en 1810.
De son mariage avec Rose Manoury, fille du riche manufacturier rouennais Joachim-Angélique Manoury, il eut trois fils, Édouard, qui épouse Françoise-Félicité Rangeard de La Germonière (sœur de Louis-Hippolyte Rangeard de La Germonière) ; Henri, receveur général des finances et régent de la Banque de France, marié en secondes noces à Mlle Mosselman (fille de François-Dominique Mosselman) ; et Jules, marié à Élisabeth-Virginie Doyen (sœur du baron Charles-Pierre Doyen). Leur fils, le diplomate Arthur de Fontenilliat, créé comte romain, épousera la fille d'Amalie Adlerberg et sera le père du général Philippe de Fontenilliat (1853-1933).
Il se fait construire le château du Vast.
En 1805, il vend au maréchal Bernadotte ses seigneuries de Villarceaux, des Villevents et de Lunezy, situées à Nozay et Villejust.